# Frédéric Brossier
Frédéric Brossier (* 1992 in Frankfurt am Main) ist ein deutsch-französischer Schauspieler.

## Leben
Frédéric Brossier wuchs zweisprachig (Französisch/Deutsch) in Rüsselsheim auf. Seine ersten Schauspielerfahrungen machte er während seiner Schulzeit im „Jungen Ensemble“ des Theaters Rüsselsheim.
Er studierte von 2012 bis 2016 Schauspiel an der Hochschule für Musik, Theater und Medien in Hannover. 2013 erhielt er das Förderstipendium der Stadt Rüsselsheim für junge Künstlerinnen und Künstler und 2016 das Deutschlandstipendium.
Während des Studiums hatte er bereits erste Theaterengagements. Er spielte 2014 am Studiotheater Hannover die Rolle des Rasumichin in einer Bühnenfassung von Verbrechen und Strafe. In der Spielzeit 2014/15 war er am Oldenburgischen Staatstheater als Gast in der von Peter Hailer inszenierten Buddenbrooks-Bühnenfassung als Medizinstudent Morten Schwarzkopf und als Leutnant engagiert. In der Spielzeit 2015/16 gastierte er am Theater Lüneburg.
Nach einem Vorsprechen im November 2015, bei dem er auch sein musikalisches Talent gezeigt hatte, wurde Brossier, der außerdem Angebote für die Theater in Celle und Lüneburg hatte, von Intendant Tobias Wellemeyer sofort an das Hans Otto Theaters (HOT) in Potsdam engagiert, dem er dann ab der Spielzeit 2016/17 bis Sommer 2018 als festes Ensemblemitglied angehörte. Am HOT spielte er u. a. den Demetrius in der Shakespeare-Komödie Ein Sommernachtstraum (Premiere: Juni 2016), mit Rita Feldmeier (Hippolyta), Axel Sichrovsky (Theaeus), Alexander Finkenwirth (Lysander) und Nina Gummich (Helena) als Partnern, und den Sultan Saladin in Nathan der Weise (Premiere: Februar 2017). Außerdem wirkte er 2017 als Gitarrist R.P.S. Lanrue in dem Schauspielmusical Rio Reiser. König von Deutschland (Regie: Frank Leo Schröder) mit.
In der Spielzeit 2018/19 gastierte Brossier als Scipio in Caligula am Theater Münster. Ab Herbst 2019 spielte er an der Komödie am Kurfürstendamm im Schillertheater die Titelrolle im Musical Rio Reiser. König von Deutschland. 2020 trat er an der Neuköllner Oper in der Produktion Iron Curtain Man, einem musikalischen Abend über Dean Reed, auf. Ab Juni 2021 übernahm er an der Komödie am Kurfürstendamm im Schillertheater unter der Regie von Christopher Tölle die Rolle des Léo in der deutschsprachigen Erstaufführung der Komödie Vorhang auf für Cyrano von Alexis Michalik.
Frédéric Brossier stand auch für Fernsehproduktionen vor der Kamera. Er wirkte u. a. in einer TV-Dokumentation über den „Roten Baron“ Manfred von Richthofen mit. Im Oktober 2018 war Brossier in der ZDF-Serie SOKO Wismar in seiner ersten TV-Serienrolle zu sehen; er verkörperte den tatverdächtigen Studenten und Rettungsschwimmer Malte Röper.
In der ARD-Fernsehserie All You Need über eine Clique homosexueller Männer in Berlin, die 2021 und 2022  ausgestrahlt wurde, spielte Brossier in beiden Staffeln eine der Hauptrollen, den ehemaligen Fitness-Trainer Robbie, der sich in den smarten Medizinstudenten Vince (Benito Bause), der sein Coming-out bereits hinter sich hat und sein Leben genießt, verliebt.
In der Medical-Drama-Serie Der Schiffsarzt (2022), die im Juni 2022 auf RTL+ erstausgestrahlt wurde, spielte Brossier eine der Hauptrollen, den Barmann Joshua. In der Auftaktfolge der ab September 2022 erstausgestrahlten ZDF-Krimiserie Mordsschwestern – Verbrechen ist Familiensache übernahm Brossier eine der Episodenhauptrollen als tatverdächtiger Küstenfischer Robin Carlson, der sich für strengere Kontrollen von Fischerei-Gesetzen einsetzt.
In der 9. Staffel der TV-Serie In aller Freundschaft – Die jungen Ärzte (2023) spielte er, an der Seite von Isabel Thierauch, eine dramatische Episodenhauptrolle als Bauleiter Jo Meerwald. In der 4. Staffel der TV-Serie Die Heiland – Wir sind Anwalt (2023) war er neben Harald Schrott und Caroline Hartig als tatverdächtiger Assistent eines prominenten Kreuzberger Mode-Fotografen zu sehen. In der 6. Staffel der ZDF-Serie SOKO Potsdam (2023) spielte er den tatverdächtigen Inhaber einer Craftbeer-Brauerei. In der 10. Staffel deer ZDF-Serie Bettys Diagnose (2023) spielte er den attraktiven Insolvenzverwalter Lennard Brock.
In dem Hallmark-Weihnachtsfilm A Heidelberg Holiday (2023) spielte Brossier die männliche Hauptrolle, den Tischler Lukas Oppermann.
Seit der 17. Staffel der ZDF-Serie Der Bergdoktor (2024) spielte Brossier den Rettungssanitäter David Kästner, der als Medizinischer Fachangestellter in die Hausarztpraxis des „Bergdoktors“ Martin Gruber (Hans Sigl) wechselt.
Brossier, der neben der deutschen auch die französische Staatsangehörigkeit besitzt, lebt in Potsdam.

## Filmografie (Auswahl)
- 2014: Zweiter Weltkrieg – Der erste Tag (TV-Dokudrama)
- 2015: The Red Baron Documents (TV-Dokudrama)
- 2018: SOKO Wismar: Tod eines Lebensretters (Fernsehserie, eine Folge)
- 2020: Familie Dr. Kleist: Große Entscheidungen (Fernsehserie, eine Folge)
- 2021–2022: All You Need (Fernsehserie)
- 2022: Der Schiffsarzt (Fernsehserie)
- 2022: Mordsschwestern – Verbrechen ist Familiensache: Schwarzer Fisch (Fernsehserie, eine Folge)
- 2022: SOKO Wismar: Kampf der Vampire (Fernsehserie, eine Folge)
- 2023: In aller Freundschaft – Die jungen Ärzte: Rückkehr (Fernsehserie, eine Folge)
- 2023: Die Heiland – Wir sind Anwalt: Der Egoist (Fernsehserie, eine Folge)
- 2023: SOKO Potsdam: Prost (Fernsehserie, eine Folge)
- 2023: Doktor Ballouz: Alles Gute (Fernsehserie, eine Folge)
- 2023: A Heidelberg Holiday (Fernsehfilm)
- 2023: Bettys Diagnose: Wunder geschehen, Eine von uns (Fernsehserie, zwei Folgen)
- 2024: Ein starkes Team: Tod einer Pflegerin
- seit 2024: Der Bergdoktor (Fernsehserie)
- 2025: Inga Lindström: Das Flüstern der Pferde (Fernsehreihe)